# Gravissimum supremi...
Gravissimum supremi [Nostri Apostolici Ministerii Munus] (En français: [La Charge] très importante [de Notre Ministère apostolique] suprême) est une lettre apostolique du pape Pie IX par laquelle il institue un ‘collège des écrivains de ‘La Civiltà Cattolica’.  Datée du 12 février 1866, la lettre donne un statut officiel à la revue italienne et une autorité morale considérable aux Jésuites qui la dirigent.
Dans cette lettre apostolique, Pie IX dote la revue d’un statut particulier dans la vie de l’Église : il décide que le périodique sera destiné à défendre « de toutes ses forces et sans cesse la religion catholique avec sa doctrine et ses droits ». Elle sera rédigée par un ‘collège particulier d’écrivains’ qui, désigné par le Supérieur général de la Compagnie de Jésus, vivront et travailleront ensemble dans une résidence qui leur sera propre.  

## Contexte et contenu
La revue ‘La Civiltà Cattolica’ existe déjà depuis 16 ans. Fondée à Naples en 1850 par le père Carlo Maria Curci (it) et immédiatement transférée à Rome, la revue est publiée en langue italienne (et non pas en latin, langue officielle des États pontificaux) ce qui est inédit. Son but est de ‘défendre  les valeurs et la civilisation catholique’. Le ton y est souvent polémique, ce qui inquiète le Supérieur général des Jésuites, le père Roothaan, – par crainte des conséquences politiques -  mais est approuvé avec enthousiasme par le pape Pie IX qui décide de faire de cette revue une sorte d’organe officiel du Saint-Siège, pour « défendre et soutenir la divine vérité de notre auguste religion ainsi que la dignité, l’autorité et le pouvoir de ce Siège Apostolique et combattre les multiples erreurs et aberrations de notre malheureuse époque ainsi que les écrits empoisonnés, si néfastes à la république chrétienne... ».
La lettre établit de manière permanente un ‘collège’ d’écrivains jésuites pour le périodique 'La Civiltà Cattolica’. Ils seront choisis par leur Supérieur général et résideront dans la résidence qui leur est allouée par le Saint-Siège. La décision est ‘perpétuelle’ et ne peut être modifiée que par lui-même ou un de ses successeurs.